# لینکلن ال‌اس
لینکولن ال‌اس (Lincoln LS) خودرویی است که در سال‌های ۱۹۹۹–۲۰۰۶تولید شده‌است. طراحی آن خودروهای موتور جلو-محور عقب بوده است. سیستم جعبه‌دندهٔ آن ۵ دنده به دو صورت خودکار و دستی است.